# Тхакахов, Башир Хабижевич
Башир Хабижевич Тхакахов (9 мая 1927 — 10 ноября 1983) — передовик советского сельского хозяйства, председатель колхоза «Красный Кавказ» Баксанского района Кабардино-Балкарской АССР, Герой Социалистического Труда (1973).

## Биография
Родился в 1927 году в селе Баксанёнок Кабардино-Балкарской автономной области в семье кабардинцев. Работать начал в 12 лет рядовым колхозником в колхозе «Красный Кавказ». Затем работал учётчиком тракторной бригады, заведующим фермой. С 1951 по 1954 года проходил обучение в Нальчикской сельскохозяйственной школе. Возвратившись, был назначен секретарём партийной организации, затем работал главным агрономом, заместителем председателя колхоза. В 1962 году без отрыва от работы защитил диплом Север-осетинского сельскохозяйственного института.
В 1963 году был избран председателем колхоза «Красный Кавказ». Добивался высоких результатов в работе. Сумел сплотить коллектив, в колхоз ездили перенимать опыт работы.
Указом Президиума Верховного Совета СССР от 7 декабря 1973 года за достижение высоких показателей в производстве продукции сельского хозяйства и высокие достижения в отрасли Баширу Хабижевичу Тхакахову присвоено звание Героя Социалистического Труда с вручением ордена Ленина и медали «Серп и Молот».
Продолжал работать в колхозе, добивался высоких результатов в уборочную компанию. Руководил хозяйством до 1980 года.
Проживал в селе Баксанёнок. Умер 10 ноября 1983 года.

## Награды
За трудовые успехи удостоен:
- золотая звезда «Серп и Молот» (07.12.1973)
- два ордена Ленина (15.12.1972, 07.12.1973)
- Орден Знак Почёта (23.06.1966)
- другие медали.